# In Humble Guise
In Humble Guise è un cortometraggio muto del 1915 diretto da Bertram Bracken.

## Produzione
Il film fu prodotto dalla Balboa Amusement Producing Company. Venne girato a Long Beach, in California.

## Distribuzione
Distribuito dalla Pathé Exchange, il film - un cortometraggio di due bobine - uscì nelle sale cinematografiche statunitensi il 12 luglio 1915.